# トンネル内ラジオ再放送設備

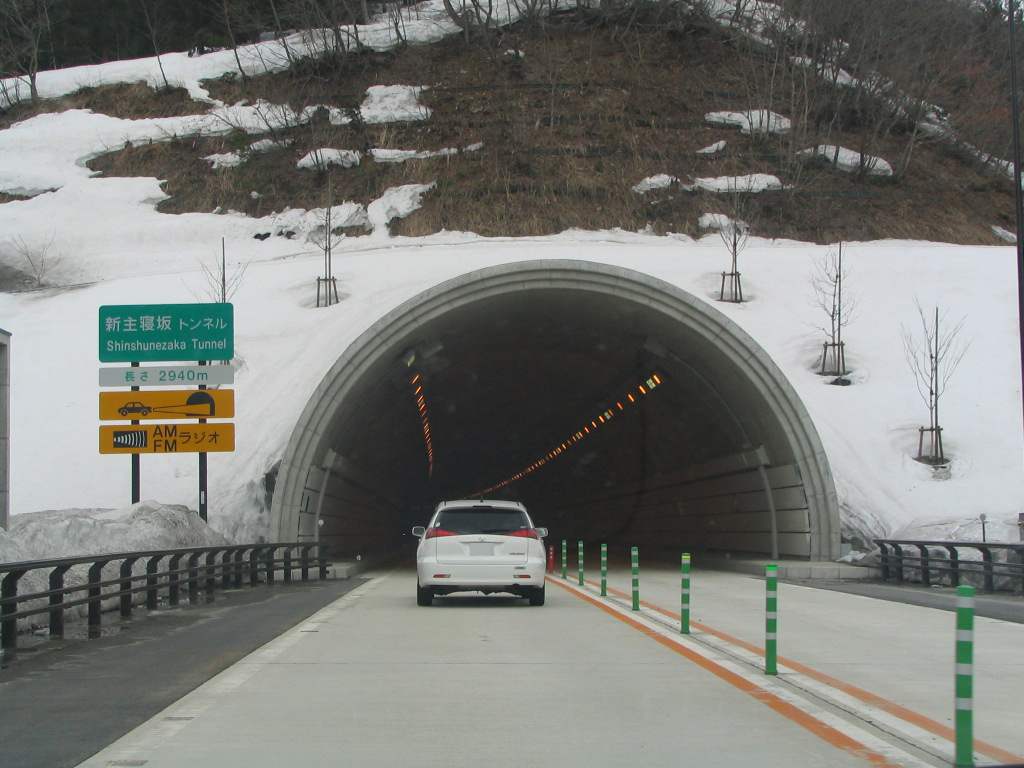
山形県内の道路トンネル。左側標識の最下段に、ラジオ再放送を行っている旨を示す標識がある。主寝坂道路 新主寝坂トンネル

トンネル内ラジオ再放送設備（トンネルないラジオさいほうそうせつび）は、通常のラジオ放送の電波が届かない道路トンネル内において、AM・FMラジオの受信を可能にする設備である。カーオーディオで途切れることなくラジオ番組を聞けるだけでなく、災害や交通事故などの緊急時には避難誘導情報などを割り込ませる役割も持つ。

## 設置基準
道路トンネル非常用施設設置基準に基づき、トンネル等級AAでは原則として設置、トンネル等級Aでは必要に応じて設置するものと定めている。使用する機器は電波法、放送法、有線電気通信法、電気通信事業法、電気用品安全法、日本工業規格その他関係法令および規格に適合している必要がある。

## 構造
トンネル付近に設置されたアンテナで受信した電波を、AMの場合は振幅変調し、定格電力まで増幅したのちトンネル内に敷設したケーブルを送信アンテナとして通過車両に対し放送を行う。FMの場合は、放送局との同意によりステレオ放送かつFM文字多重放送を条件としていることが多く、復調せずに再送信するためメタルケーブルを使用できない制約がある。トンネル内の送信アンテナには、漏洩同軸ケーブルが使われる。緊急時には、全ての放送チャンネルに割り込んで、音声メモリまたは道路管理事務所等からマイクによる放送が行われる。